# تلمبه کردشولی
تلمبه کردشولی یک منطقهٔ مسکونی در ایران است که در دهستان قطب‌آباد واقع شده‌است. تلمبه کردشولی ۹۱ نفر جمعیت دارد.